# Consorterie
La Consorterie est un ancien institut juridique de la Vallée d'Aoste, répandu également dans d'autres régions de l'arc alpin.

## Description
La consorterie permet à des groupes de familles, voire à des villages entiers, de bénéficier en commun d'alpages ou d'autres biens similaires, dans le but d'effectuer des activités agricoles telles que la transhumance et le prélèvement du bois de forme organisée et collective.

## Étymologie
Le mot « consorterie » dérive de « sors », terme utilisé pour décrire cette pratique dans le plus ancien document retrouvés en Vallée d'Aoste à ce jour (la Carta Augustana de 1188), et de « consors », terme utilisé dans un document de 1255 pour en désigner le propriétaire.

## La consorterie en Vallée d'Aoste
Selon le recensement de 1960, 458 consorteries étaient actives en Vallée d'Aoste, situées dans 52 communes des 74 totales, couvrant une superficie totale de 33 726 hectares.

## Compétence normative régionale
La région autonome Vallée d'Aoste bénéficie d'un pouvoir législatif exclusif en matière de consorterie, exercé par la loi régionale n. 14 de 1973.